# Reprezentacja Nowej Zelandii w hokeju na trawie mężczyzn
Reprezentacja Nowej Zelandii w hokeju na trawie mężczyzn (Black Sticks) jest jednym z najsilniejszych zespołów na świecie. Największym sukcesem reprezentacji kraju jest złoty medal Igrzysk Olimpijskich w 1976 w Melbourne. Dwunastokrotnie była druga w Pucharze Oceanii (1999, 2001, 2003, 2005, 2007, 2009, 2011, 2013, 2015, 2017, 2019, 2023) przegrywając finałowe spotkania z Australią. Kilkakrotnie startowała w Champions Trophy, zajmując w swych najlepszych występach 4. miejsce w 1978 i 2011 roku.

## Osiągnięcia

### Igrzyska olimpijskie
- nie wystąpiła - 1908
- nie wystąpiła - 1920
- nie wystąpiła - 1928
- nie wystąpiła - 1932
- nie wystąpiła - 1936
- nie wystąpiła - 1948
- nie wystąpiła - 1952
- 6. miejsce - 1956
- 5. miejsce - 1960
- 7. miejsce - 1964
- 7. miejsce - 1968
- 9. miejsce - 1972
- 1. miejsce  - 1976
- nie wystąpiła - 1980
- 7. miejsce - 1984
- nie wystąpiła - 1988
- 8. miejsce - 1992
- nie wystąpiła - 1996
- nie wystąpiła - 2000
- 6. miejsce - 2004
- 7. miejsce - 2008
- 9. miejsce - 2012
- 7. miejsce - 2016
- 9. miejsce - 2020
- 12. miejsce - 2024

### Mistrzostwa świata
- nie wystąpiła - 1971
- 7. miejsce - 1973
- 7. miejsce - 1975
- nie wystąpiła - 1978
- 7. miejsce - 1982
- 9. miejsce - 1986
- nie wystąpiła - 1990
- nie wystąpiła - 1994
- 10. miejsce - 1998
- 9. miejsce - 2002
- 8. miejsce - 2006
- 9. miejsce - 2010
- 7. miejsce - 2014
- 9. miejsce – 2018
- 7. miejsce – 2023